# Nicolae Mladin
Nicolae Mladin (n. 18 decembrie 1914, Abrud, Austro-Ungaria – d. 1 iunie 1986, Mănăstirea Sâmbăta de Sus, Brașov, România) a fost un profesor român de teologie, care a îndeplinit funcția de arhiepiscop al Sibiului și mitropolit ortodox al Ardealului în perioada 1967-1981.

## Biografie
Nicolae Mladin s-a născut la Abrud (comitatul Alba de Jos, în prezent în județul Alba) în ziua de 18 decembrie 1914. A decedat la 1 iunie 1986 la Mănăstirea Sâmbăta de Sus. A urmat cursurile Liceului de Stat de la Petroșani în perioada 1925-1932. După absolvire a făcut un an de studii la Academia Teologică din Oradea, un an la Facultatea de Teologie din Chișinău și doi ani de studii Facultatea de Teologie Ortodoxă a Universității din București, luându-și licența în anul 1938. Și-a susținut în anul 1947 doctoratul la București cu teza intitulată Asceză și mistică paulină. A urmat în perioada 1941-1943 studii de specializare la Facultățile de Teologie Protestantă și catolică din Viena.
În anul 1943 a îndeplinit funcția de profesor suplinitor și mai apoi, în 1947, pe cea de profesor titular la Catedra de Teologie Morală a Academiei Teologice Andreiene din Sibiu și din 1948 până în 1967 a funcționat ca profesor la Institutul Teologic Universitar din Sibiu.
Fiind diacon necăsătorit din anul 1939, Nicolae Mladin a fost tuns în monahism la Mănăstirea Sâmbăta de Sus în anul 1947. A fost hirotonit ieromonah în 1949 și hirotesit protosinghel în 1958 și arhimandrit în 1963. La 4 iunie 1967 a fost ales arhiepiscop al Sibiului și mitropolit al Ardealului. A fost hirotonit episcop la 8 iunie 1967 și înscăunat la 11 iunie 1967. A îndeplinit funcția de mitropolit al Ardealului până în 1981 când s-a retras la Mănăstirea Sâmbăta de Sus, fiind bolnav.
Nicolae Mladin a făcut parte din delegația Bisericii Ortodoxe Române la sărbătoarea consacrată aniversării unui mileniu de viață monahală în Muntele Athos, care a avut loc în anul 1963. În 1966 a fost trimis într-o misiune la credincioșii români din SUA și Canada și în 1969 a fost membru al delegației sinodale care a vizitat Etiopia, Egiptul și India.
Nicolae Mladin a fost un ecumenist de seamă și a fost numit doctor honoris causa al Institului Teologic Protestant din Cluj în 1969. A fost un scriitor teologic prolific, fiind autorul mai multor studii de teologie morală. A scris și studii privind viața și activitatea unor teologi români, articole de îndrumare a preoțimii în Telegraful român, în perioada decembrie 1948 - iunie 1967, precum și volume de predici.

## Distincții
- Ordinul „Steaua Republicii Populare Romîne” clasa a III-a (30 decembrie 1957) „cu ocazia celei de a zecea aniversări a proclamării Republicii Populare Romîne și pentru merite deosebite în îndeplinirea sarcinilor date de Partidul Muncitoresc Romîn, pentru merite deosebite pe tărîmul construcției de stat, economice, sociale, culturale și obștești”[2]

## Opera teologică

### Cărți
- Mie a viețui este Hristos. Chemări către preoțime, Sibiu, 1941, 42 p.,
- Biserica lui Dumnezeu în lumina Sfintei Scripturi, Sibiu, 1942, 106 p.,
- Bucură-te Mireasă pururea Fecioară, Sibiu, 1945, 74 p.;
- Lumină din lumină, Sibiu, 1947, 52 p.;
- Prin zbuciumul vremii. Predici, Sibiu, 1947, 146 p.;
- Când frații sunt împreună, Sibiu, 1956. XIV + 316 p. (revăzută și reeditată sub titlul Biserica Ortodoxă Română, una și aceeași în toate timpurile, Sibiu, 1968, 309 p.);
- Samuil Micu Clain, teologul, Sibiu, 1957, 142 p.;
- Iisus Hristos, viața noastră, Cuvântări, tâlcuiri și îndrumări, Sibiu, 1973, 491 p.
- Toate studiile de teologie morală publicate după 1949 au fost cuprinse în volumul Studii de Teologie Morală, Sibiu, 1969, 408 p.
- Nicolae Mladin este coautor al manualului Teologia Morală ortodoxă pentru institutele teologice, 2 vol., București, 1979, 479+355 p.

### Studii și articole
- „Renașterea gnosticismului”, în Revista Teologică, anul XXIX, 1939, nr. 9, pp. 362-377;
- „Despre rugăciune”, în Revista Teologică, anul XXX, nr. 3-4, 1940, pp. 92-103;
- „Doctrina despre viață a profesorului Nicolae Paulescu”, în Revista Teologică, anul XXXII, 1942, nr. 1-2, pp. 56-85 și nr. 3-4, pp. 176-205 (și extras, Sibiu, 1942, IV + 60 p.);
- „Martiriu și mistică”, în Anuarul XXIII (V) al Academiei teologice „Andreiane”, 1946-1947, pp. 3-21;
- „Familia creștină”, în vol. Biserica și problemele vremii, Sibiu, 1947, pp. 109-128;
- „Creștinismul și forțele sociale”, în vol. Biserica și problemele vremii, Sibiu, 1947, pp. 227-246;
- „Hristos viața noastră - după Sf. Apostol Pavel”, în Anuarul XXIV (VI) al Academiei teologice „Andreiane”, 1947-1948, pp. 96-158;
- „Problema muncii în creștinism”, în Studii Teologice, anul I, 1949, nr. 3-4, pp. 176-204;
- „Combaterea falselor revelații”, în Studii Teologice, anul II, 1950, nr. 3-6, pp. 178-189;
- „Iisus Hristos în viața morală a credincioșilor”, în Studii Teologice, anul V, 1953, nr. 9-10, pp. 605-625;
- „Despre unele caracteristici ale moralei catolice”, în Studii Teologice, anul VI, 1954, nr. 5-6, pp. 269-294;
- „Din lupta clerului greco-catolic pentru legea strămoșească”, în Studii Teologice, anul VII, 1955, nr. 9-10, pp. 600-611;
- „Sfinți în viața morală ortodoxă”, în Studii Teologice, anul VIII, 1956, nr. 1-2, pp. 3-25;
- „Samuil Micu Clain, teologul”, în Mitropolia Ardealului, anul II, 1957, nr. 1-2, pp. 53-66;
- „Sfinții loan Gură de Aur - Despre desăvârșirea creștină”, în Ortodoxia, anul IX, 1957, nr. 4, pp. 568-585;
- „Despre teologia lui Samuil Micu Clain”, în Mitropolia Ardealului, anul II, 1957, nr. 5-9, pp. 454-466;
- „Despre caracterele fundamentale ale moralei ortodoxe”, în Mitropolia Ardealului, anul II, 1957, nr. 11-12, pp. 834-848;
- „Morala creștină și morala iezuită”, în Ortodoxia, anul XI, 1959, nr. 1, pp. 85-115;
- „Simion Bărnuțiu, apărător al sinodalităților bisericești”, în Mitropolia Ardealului, anul VI, 1959, nr. 3-4, pp. 228-240;
- „Asceza creștină. Considerații principale”, în Mitropolia Ardealului, anul IV, 1959, nr. 9-10, pp. 707-721;
- „Samuil Micu Clain despre dezbinarea Bisericilor și despre posibilitatea reunirii lor”, în Mitropolia Ardealului, anul III, 1959, nr. 11-12, pp. 929-945;
- „Problema omului”, în Mitropolia Moldovei și Sucevei, anul XXXVII, 1961, nr. 1-2, pp. 23-47;
- „Adevărata cale spre refacerea unității Bisericii lui Hristos”, în Ortodoxia, anul XIV, 1962, nr. 3, pp. 334-352;
- „Atitudini teologice contradictorii în problema colonialismului”, în Mitropolia Moldovei și Sucevei, anul XXXVIII, 1962, nr. 3-4, pp. 179-192;
- „Pe calea unității Bisericii lui Hristos”, în Ortodoxia, anul XV, 1963, nr. 3-4, pp. 456-472;
- „Morala creștină și patriotismul”, în Mitropolia Banatului, anul XIV, 1964, nr. 7-8, pp. 346-356;
- „Valoarea morală a sfintelor taine”, în Mitropolia Moldovei și Sucevei, anul XLI, 1965, nr. 1-3, pp. 31-41;
- „Personalitatea morală creștină”, în Mitropolia Ardealului, anul XI, 1966, nr. 1-3, pp. 68-90;
- „Sfânta Taină a Botezului și viața morală creștină”, în Mitropolia Banatului, anul XVI, 1966, nr. 4-6, pp. 214-230;
- „Biserica și lumea în rapidă transformare”, în Mitropolia Banatului, anul XVII, 1967, nr. 7-9, pp. 422-441;
- „Continuitate și unitate”, în Mitropolia Ardealului, anul XXII, 1977, nr. 1-3 (și extras, 71 p.);
- sute de articole, reportaje și însemnări în: Telegraful Român, Revista Teologică, Mitropolia Ardealului și alte periodice.[1]

## In mermoriam
- La 4 decembrie 2014, prin eforturile Asociației transilvane de literatură și cultură română a poporului român, a fost dezvelit la Abrud un monument al mitropolitului Nicolae Mladin.[3]